# Saprinus lautus
Saprinus lautus är en skalbaggsart som beskrevs av Wilhelm Ferdinand Erichson 1839. Saprinus lautus ingår i släktet Saprinus och familjen stumpbaggar. Inga underarter finns listade i Catalogue of Life.